# Борко Петровић
Борко Петровић (Параћин, 5. јул 1981) је дипломирани филолог за енглески језик и књижевност.
Проглашен је за „најбољег едукатора Србије” 2017. и за најбољег наставника на свету 2022. године.

## Биографија
Рођен је 5. јула 1981. у Параћину. Завршио је Основну школу „Стеван Јаковљевић”, нижу Музичку школу „Миленко Живковић” и Гимназију Параћин. Године 1988. су му родитељи купили први видео рекордер, након чега се убрзо учланио у видео клуб. Уз гледање холивудских филмова схватио је да брзо и лако памти целе реченице на енглеском језику, а од петог разреда, када је почео да учи енглески, знао је да ће постати наставник. Дипломирао је енглески језик и књижевност на одсеку за Англистику на Филозофском факултету Универзитету у Нишу 2004. и исте године се запослио у својој основној школи и гимназији. Упоредо са енглеским је студирао и немачки језик, а у слободно време и француски. Председник је ИКТ тима школе који је у највећем делу задужен за обуку других наставника и подршку при употреби савремених модела и технологија у настави.

### Учешћа
Похађао је семинар ИКТ 25. и 26. октобра 2014. у Центру за стручно усавршавање у Крушевцу, онлајн семинар „Развионица” од 2. фебруара до 15. март 2015, онлајн семинар „Стандарди за крај средњошколског образовања” од 21. новембра до 4. децембра 2016, семинар „Ефикасно вођење педагошке документације” 3. фебруара 2017, семинар „Заштита жена и деце од насиља у породичном контексту — улога образовно–васпитних установа” 24. и 25. фебруара и семинар „Обука наставника за остваривање програма наставе и учења" 2. и 3. јула 2018, семинар „Електронски портфолио наставника и ученика” 8. фебруара, конференцију Најбољих едукатора Србије „У сусрет квалитетном и иновативном образовању” 23. јуна 2019, обуку за запослене у образовању „Дигитална учионица – дигитално компетентан наставник” 25. маја 2020, семинаре „Мултимедијални садржаји у функцији образовања” од 31. маја до 7. јуна и „Улога школе у превенцији и заустављању дигиталног насиља” 16. октобра 2021. године.
Био је један од домаћина организатора конференције најбољих наставника бивше Југославије у Београду од 30. октобра до 2. новембра 2019, модератор на трибини одржаној на Учитељском факултету Универзитету у Београду на тему наставничког креативног и литерарног стваралаштва и предавач на конференцији у оквиру панел дискусије „Где је свет, а где смо ми?”.

### Иницијативе
Његов рад карактерише домаћа и међународна сарадња у циљу ширења добре наставне праксе, али и повезивање ученика са вршњацима из региона и света кроз кампове Унеска 2005. и 2007. године, презентације, блогови, дигиталне приче и студијске посете у циљу њихове активизације и целоживотног учења. Аутор је и реализатор многобројних угледних часова, често сарадничких часова, онлајн предавања, веб конференција и онлајн семинара. Држао је заједничке часове са колегама из Шпаније, Турске, Египта, Индије, Португалије, Холандије и Сједињених Америчких Држава. Организује и радионице за родитеље и предавања о професионалној оријентацији. Као гостујући професор је предавао на Филозофском факултету Универзитету у Нишу 14. фебруара 2023. године. Сваког лета са организацијом TWI из Вашингтона обилази бивше југословенске републике и помаже деци са посебним потребама и деци без родитељског старања, као и многим другим људима. Организује Вече страних језика са песмом и глумом. Организовао је пројекат „Знање без граница” којим доводи професоре из света у Параћин са циљем осавремењивања наставе. Члан је Друштва учитеља општине Параћин и Мајкрософтове образовне заједнице. Ожењен је и има две ћерке и сина. Као млађи је тренирао кошарку, рукомет и карате, свира хармонику, гитару, фрулу и кларинет.

### Награде и признања
Добитник је бројних награда и признања међу којима су:
- награда „ClassDojo ментор у својој школи”
- признање Едмода
- признање за предавача у ТЕД-у 2017.
- награда „Најбољи едукатор Србије 2017.”
- награда Global Teacher Awards у Њу Делхију за најбољег наставника на свету 2022.[3]
- признање „Сведочанство о доброти” Српског филантропског форума 9. октобра 2023.[9]